# Ын, Фрэнсис
Фрэнсис Ын (англ. Francis S.P. Ng; род. 1940, Куала-Лумпур) — малайзийский ботаник.
Окончил Университет Тасмании (1964). В 1971 г. защитил докторскую диссертацию в Оксфордском университете. В 1964—1990 гг. работал в Малайзийском институте лесных исследований, с 1986 г. заместитель директора. В 1991—1994 гг. возглавлял отдел обучения и профессиональной подготовки департамента лесного хозяйства Продовольственной и сельскохозяйственной организации ООН. В 1994—1997 гг. директор отдела поддержки исследований в Центре международных исследований лесов в Богоре.
Автор многочисленных научных работ в области растениеводства, особенно много изучал растения из рода Хурма. Опубликовал также популярную книгу «Тропическое растениеводство и садоводство» (англ. Tropical Horticulture and Gardening; 2006). Действительный член Академии наук Малайзии.